# Соприкасающаяся окружность

Соприкасающаяся окружность

Соприкаса́ющаяся окру́жность, окру́жность кривизны́ — окружность, являющаяся наилучшим приближением заданной кривой в окрестности данной точки.
В этой точке кривая и означенная окружность имеют касание, порядок которого не ниже 2. Окружность кривизны существует в каждой точке дважды дифференцируемой кривой с отличной от нуля кривизной; в случае нулевой кривизны в качестве соприкасающейся надлежит рассматривать касательную прямую — «окружность бесконечного радиуса».
Соприкасающаяся окружность (или прямая) в точке {\displaystyle P} кривой также может быть определена как предельное положение окружности (или прямой), проходящей через {\displaystyle P} и две близкие к ней точки {\displaystyle P_{1},\ P_{2}}, когда {\displaystyle P_{1},\ P_{2}} стремятся к {\displaystyle P}.

## Связанные определения
- Центр соприкасающейся окружности называют центром кривизны, а радиус — радиусом кривизны. Радиус кривизны является величиной, обратной кривизне кривой в заданной точке:
{\displaystyle r^{-1}=k}

- Геометрическое место центров кривизны кривой называется эволютой.

## Координаты центра кривизны
Центр кривизны функции {\displaystyle y=f(x)} в точке {\displaystyle (x_{0},f(x_{0}))} находится в следующей точке:
{\displaystyle {\Bigg (}x_{0}-{\frac {f'(x_{0})(1+(f'(x_{0}))^{2})}{f''(x_{0})}},f(x_{0})+{\frac {1+(f'(x_{0}))^{2}}{f''(x_{0})}}{\Bigg )}}

## Свойства
- Центр соприкасающейся окружности всегда лежит на главной нормали кривой; отсюда следует, что эта нормаль всегда направлена в сторону вогнутости кривой.
- Инверсия соприкасающейся окружности есть соприкасающеяся окружность инверсии кривой в соответствующей точке.
- В вершинах кривой и только в них порядок касания соприкасающейся окружности превосходит 2.
- Теорема Тэйта — Кнезера утверждает, что если кривизна гладкой плоской кривой монотонна, то соприкасающиеся окружности этой кривой вложены друг в друга.

## История
Понятие соприкасающейся окружности (лат. circulum osculans) было введено Лейбницем.
Соответствующая геометрическая конструкция содержатся также в книге «Математические начала натуральной философии» Исаака Ньютона.

## Вариации и обобщения
- Соприкасающаяся сфера пространственной кривой  {\displaystyle \gamma } есть сфера {\displaystyle \Sigma _{s}} с центром в точке 
{\displaystyle p(s)=\gamma (s)+{\tfrac {1}{k(s)}}\cdot \nu (s)-{\tfrac {k'(s)}{k^{2}(s)\cdot \varkappa (s)}}\cdot \beta (s),}

проходящая через {\displaystyle \gamma (s)}. Здесь {\displaystyle k(s)} и {\displaystyle \varkappa (s)} обозначают кривизну и кручение кривой, {\displaystyle \tau }, {\displaystyle \nu }, {\displaystyle \beta } — трёхгранник Френе.
- В случае, если кривизна и кручение кривой отличны от нуля, соприкасающаяся сфера определена и является единственной сферой, с которой кривая имеет степень соприкосновения хотя бы 3.